# Авидан, Шимон
Шимон Авидан (ивр. שמעון אבידן‎, имя при рождении Зигберт Кох, нем. Siegbert Koch; 7 февраля 1911, Лисса, Германия — 12 сентября 1994, кибуц Эйн-ха-Шофет) — израильский военачальник и общественный деятель. Один из командиров «Пальмаха», в ходе Войны за независимость Израиля командующий бригадой «Гивати», руководитель операции по прорыву блокады Иерусалима, участник оборонительных боёв на побережье после вступления в войну Египта. В 1970-е годы — контролёр министерства обороны.

## Биография
Зигберт Симон Кох родился в начале 1911 года в немецком городе Лисса (ныне Лешно, Польша), став третьим ребёнком в семье. Его родители, Йозеф и Марта Кох, занимались торговлей. Старшие дети в семье — Вальтер (будущий художник Ури Кохба) и Ханна — принимали участие в деятельности сионистских молодёжных организаций. Зигберт не последовал их примеру, поскольку для него в местном сионистском движении не нашлось подходящей возрастной группы, и вместо этого присоединился к коммунистической молодёжной организации. В рамках её деятельности он участвовал в уличных демонстрациях, митингах, стычках со сторонниками нацистской партии, занятиях по боевой подготовке.
В 1932 году по поручению компартии Зигберт Кох организовал трудовой лагерь для безработных молодых членов нацистской партии. Во время работы лагеря один из его участников обнаружил, что Кох обрезан, и в его адрес начались угрозы. Опасаясь за свою жизнь, Зигберт был вынужден бежать. Вначале он поехал к сестре в Берлин, а оттуда с её помощью перебрался во Францию. Там Кох присоединился к учебному лагерю сионистской организации «Гехалуц» и в 1934 году репатриировался в подмандатную Палестину. Одновременно с ним совершил репатриацию его старший брат Вальтер.
В Палестине Кох примкнул к коллективу кибуца Аелет-ха-Шахар в Верхней Галилее. Там он познакомился с уроженкой Цюриха Хавой Вальдлер. Они поженились, и в 1936 году у них родился сын Дан. В 1939 году семья перешла в кибуц Эйн-ха-Шофет, где в 1942 году у Симона и Хавы родилась дочь Арэла.
Уже в 1935 году Симон Кох стал членом боевой организации ишува «Хагана». Он активно участвовал в деятельности «полевых рот», сотрудничая с военизированными «ночными отрядами» Орда Уингейта. В 1941 году Кох стал одним из первых добровольцев в составе «Пальмаха» — только что созданных «ударных рот» «Хаганы» — и тесно сошёлся с командиром «Пальмаха» Ицхаком Саде. В мае 1942 года, когда казалось, что силы немецкого генерала Роммеля вот-вот форсируют Суэцкий канал и вторгнутся в Палестину, Саде отдал приказ о формировании в составе «Пальмаха» «Немецкого взвода» — отряда коммандос из выходцев из Германии и Австрии, в чьи задачи входили бы разведывательные и диверсионные операции. Во главе отряда был поставлен Кох. После поражения Роммеля в Африке задачи «Немецкого взвода» изменились, и он был направлен в Европу, где участвовал в военных действиях против стран «оси». Там его бойцы были в числе первых солдат союзников, вошедших в Австрию, где они занимались спасением местных евреев и поимкой нацистских преступников.
В дальнейшем руководство «Пальмаха» возложило на Коха задачу по формированию 7-й роты, в которую вошли бойцы всех специальных сил «Пальмаха», включая «Немецкий взвод». В качестве командира 7-й роты Кох принимал участие в операции «Сезон», в рамках которой были проведены аресты руководства подпольной еврейской организации «ЭЦЕЛ». По окончании Второй мировой войны он был снова направлен в Европу, где участвовал в операциях по нелегальной иммиграции евреев в Палестину, а в августе 1945 года — в деятельности организации «Нокмим». По поручению её руководителя Аббы Ковнера Кох организовывал тайные операции, о которых отказывался рассказывать даже многие годы спустя. С формированием четырёх батальонов в составе «Пальмаха» Кох был назначен командиром 4-го батальона, но вскоре оставил ряды организации и вернулся в кибуц.
После начала Войны за независимость Израиля Кох вернулся на военную службу. Ему было поручено формирование новой еврейской бригады, которая получила название «Гивати» — по подпольной кличке, которую сам Кох носил в «Пальмахе». В этот же период сам Кох сменил фамилию вместе с другими военными и политическими лидерами ишува, став Авиданом — буквально «Отец Дана», в честь своего первенца.
Шимону Авидану и его бригаде была отведена ключевая роль в операции «Нахшон», целью которой был прорыв арабской блокады Иерусалима; деятельность Авидана в эти дни впоследствии высоко оценивалась теми, кто с ним служил. Он также командовал штурмом арабского укрепления Хуликат и обороной кибуца Негба на юге страны. После вторжения в Палестину египетских войск Авидан участвовал в оборонительных боях, закончившихся остановкой продвижения противника; генерал Шломо Лахат, в те дни бывший командиром роты в «Гивати», называл позже Авидана «человеком, не пустившим египтян к Тель-Авиву». Среди дальнейших операций, в которых участвовала бригада «Гивати» под командованием Авидана, выделяется операция «Йоав» — важный шаг по установлению израильского контроля над Негевом. Ближе к концу войны Авидан был назначен руководителем оперативного подотдела Генштаба АОИ в звании подполковника. С этого поста он и ушёл в 1949 году в отставку вместе с несколькими другими высокопоставленными офицерами, резко разошедшимися во мнениях с премьер-министром Бен-Гурионом.
В 1950 году у Шимона Авидана и его второй жены Сары, уроженки США, родилась дочь Дафна. После увольнения из армии Авидан возглавил отдел обороны организации «Ха-кибуц ха-арци», в задачи которого входила подготовка кибуцев к возможным боевым действиям. Он дважды занимал пост секретаря кибуца Эйн-ха-Шофет, а по окончании второго срока в этой должности был назначен в 1975 году контролёром министерства обороны. В 1977 году Авидан снова стал секретарём кибуца и оставался на этом посту до 1979 года. Как археолог-любитель, он также играл важную роль в создании и развитии местного музея.
В 1966 году Авидану было присвоено звание почётного гражданина города Ашкелона за его роль в срыве египетского наступления в ходе Войны за независимость. В 1969 году, в ходе Войны на истощение его старший сын Дан, в то время офицер-резервист, был ранен возле египетско-израильской границы и захвачен в плен, из которого вернулся только через четыре года — по окончании войны Судного дня.
Шимон Авидан скончался в 1994 году в возрасте 83 лет, оставив после себя жену и троих детей.